# آرثر روبنشتاين

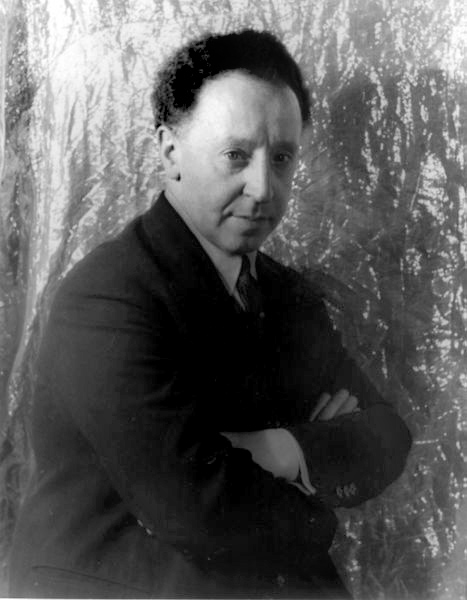
التُقطت بواسطة كارل ڨان ڨيشتين، 1937

آرثر روبنشتاين (Arthur Rubinstein)  – (ولد في 28 من يناير 1887م- تُوفِي في 20 من ديسمبر 1982م) كان عازف بيانو بولنديًا-أمريكيًا كلاسيكيًا، وقد تلقى إشادةً دوليةً لأدائه للموسيقى التي كتبها مجموعةٌ متنوعةٌ من المُلحنين؛ وقد اعتبره الكثيرون أنه أعظم مترجم لألحان شوبان في زمانه. وعلى نطاقٍ واسعٍ، يُعتبر روبنشتاين واحدًا من أعظم عازفي البيانو الكلاسيكيين في القرن العشرين الميلادي.

## النشأة

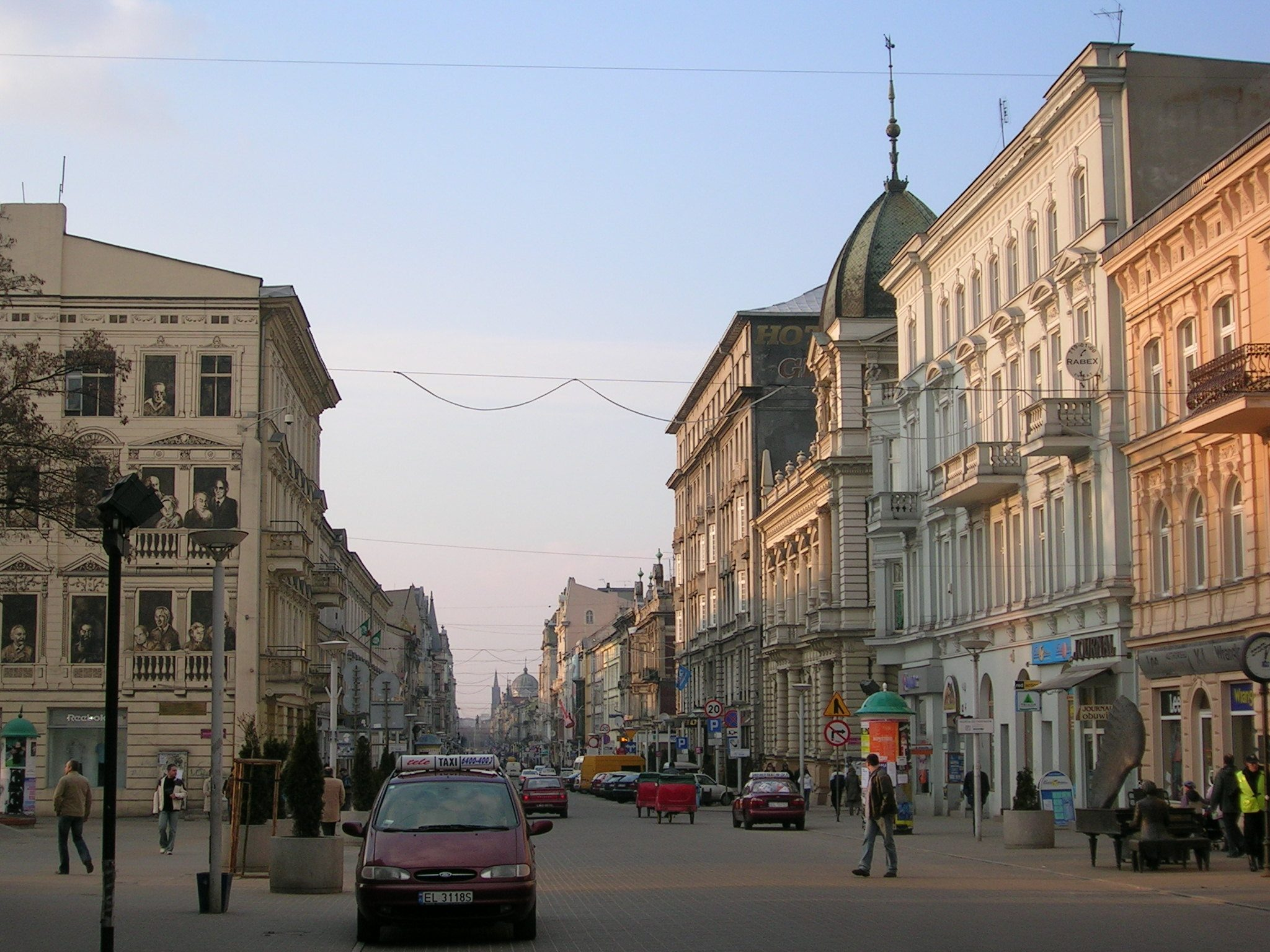
ترعرع روبنشتاين في شارع بيوتركوسكا (Piotrkowska street, Łَdź)، وودج، بولندا

وُلِدَ روبنشتاين في وودج، كونجرس بولندا (جزء من الإمبراطورية الروسية حيثما أقام روبنشتاين الوقت بأكمله هناك) في 28 من يناير 1887م، لعائلةٍ يهوديةٍ. وكان روبنشتاين الأصغر من بين ثمانية أطفال، وكان والده مالك مصنع ثريًا.
وفي سن الثانية، أظهر روبنشتاين درجة الكمال وانبهارًا بالبيانو، مشاهدًا دروس بيانو أخته الكبرى. وعند بلوغه سن الرابعة، كان معروفًا بـ الطفل المعجزة. كان عازف الكمان المجري جوزيف جواشيم عند سماع طفل سن الرابعة يعزف- متأثرًا بدرجةٍ كبيرةٍ وبدأ إرشاد الصغير المعجزة. وأوصى جواشيم بكارل هاينريش بارت -الذي كان يلعب معه في ثلاثية في كثير من الأحيان- كمُعلم بيانو للولد. وفي عام 1894م، وفي سن السابعة، أدَّى روبنشتاين أداءه العام الأول.
وفي سن العاشرة، انتقل روبنشتاين إلى برلين لمواصلة دراساته، وظهر لأول مرة مع أوركسترا برلين في عام 1900م، في سن الثالثة عشر.

## الحياة المهنية
في عام 1904م، انتقل روبنشتاين إلى باريس لبدء حياته المهنية بصورةٍ جديّةٍ، أينما قابل الملحنين موريس رافيل وبول دوكا وعازف الكمان جاكوس ثيباود. ولعب أيضًا كُونشِيرتُو كاميل سانت سانس وهي كُونشِيرتُو بيانو رقم 2 في وجود المُلحن. ومن خلال عائلة يوليوس فيرتهايم -التي فضلاً عن فهمها للعبقري شوبان، ساهم روبنشتاين بإلهامه الخاص في أعمال ذلك المُلحن- كوَّن روبنشتاين صداقات مع عازف الكمان بول كوشانسكي والمُلحن كارول سيمانوسكي.

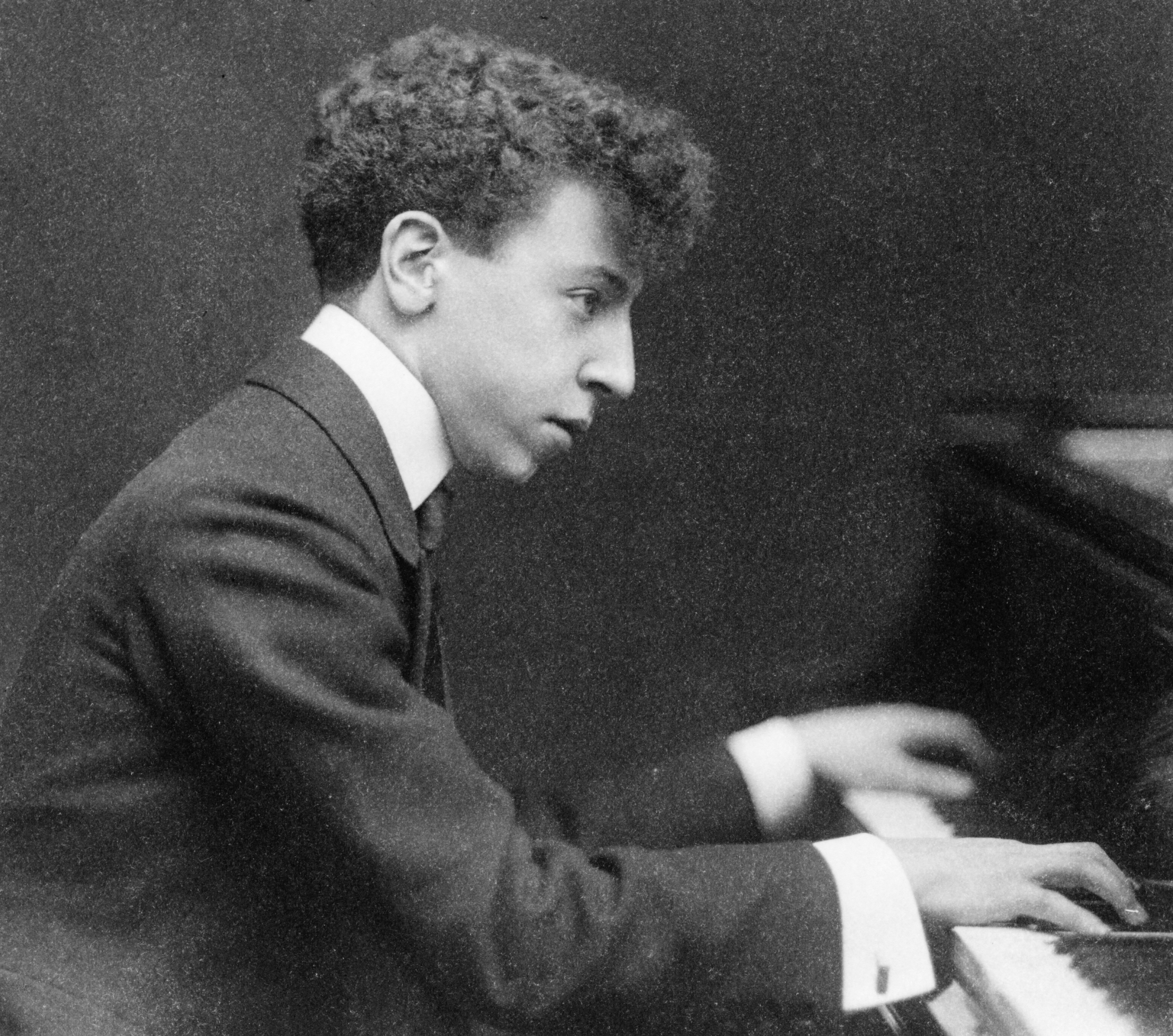
روبنشتاين في عام 1906

قدَّم روبنشتاين أول ظهور له في نيويورك في قاعة كارنيجي في عام 1906م، وبعد ذلك قام بجولةٍ في الولايات المتحدة والنمسا وإيطاليا وروسيا.
وخلال الحرب العالمية الأولى، أقام روبنشتاين في لندن، مقدمًا معزوفات موسيقية ومُصاحبًا عازف الكمان يوجين يساي .
وفي خريف عام 1919م، قام روبنشتاين بجولةٍ في المقاطعات الإنجليزية مع مغنية السوبرانو إيما كالفه والتينور فلاديمير روزنغ.
في عام 1921م، قام روبنشتاين بجولتين أمريكيتين، مُسافرًا إلى نيويورك مع كارول سيمانوسكي وصديقه المُقرّب بول كوشانسكي، الذي تُوفي في عام 1934م. وكانت الرحلة الخريفية هي مناسبة هجرة كوشانسكي الدائمة للولايات المتحدة الأمريكية.
وأثناء الحرب العالمية الثانية، أصبحت حياة روبنشتاين المهنية متركزةً في الولايات المتحدة. وأصبح روبنشتاين مواطنًا أمريكيًا متجنسًا في عام 1946م.

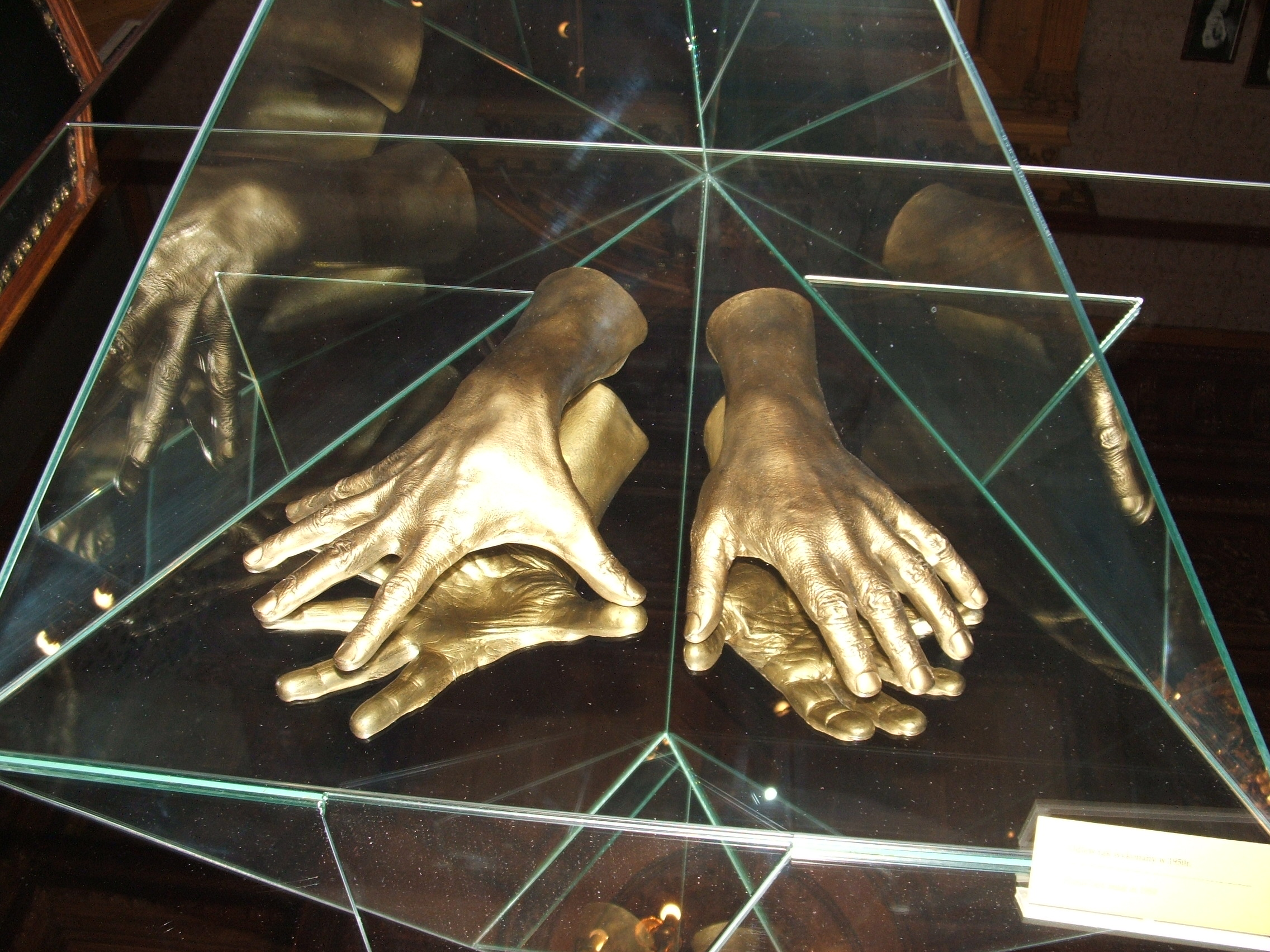
جبيرة من أيدي عازف البيانو، في متحف وودج

وبحلول منتصف سبعينيات القرن العشرين، بدأ بصر روبنشتاين في التدهور. واعتزل المسرح في سن التاسعة والثمانين في مايو 1976م، مُقدمًا حفلته الأخيرة في قاعة ويجمور في لندن، أينما لعب لأول مرة قبل سبعين عامًا تقريبًا.

## وفاته وإرثه الفني
تُوفي روبنشتاين أثناء نومه في منزله في جنيف، سويسرا، في 20 من ديسمبر 1982م، في سن الخامسة والتسعين.

## وصلات خارجية
- آرثر روبنشتاين على موقع IMDb (الإنجليزية)
- آرثر روبنشتاين على موقع الموسوعة البريطانية (الإنجليزية)
- آرثر روبنشتاين على موقع مونزينجر (الألمانية)
- آرثر روبنشتاين على موقع ألو سيني (الفرنسية)
- آرثر روبنشتاين على موقع ميوزك برينز (الإنجليزية)
- آرثر روبنشتاين على موقع أول موفي (الإنجليزية)
- آرثر روبنشتاين على موقع قاعدة بيانات برودواي على الإنترنت (الإنجليزية)
- آرثر روبنشتاين على موقع قاعدة بيانات الأفلام السويدية (السويدية)
- آرثر روبنشتاين على موقع إن إن دي بي (الإنجليزية)
- آرثر روبنشتاين على موقع أول ميوزيك (الإنجليزية)

- Arthur Rubinstein profile at PBS American Masters
- (بالإيطالية) Arthur Rubinstein Musical Association – Italy
- Homage to Arthur Rubinstein (Fansite)
- The Arthur Rubinstein International Competition
- The Presidency Project – Remarks Upon Presenting the Presidential Medal of Freedom to Arthur Rubinstein.